# Borzym
Borzym [ˈbɔʐɨm] (Borin của Đức) là một ngôi làng thuộc khu hành chính của Gmina Gryfino, thuộc hạt Gryfino, West Pomeranian Voivodeship, ở phía tây bắc Ba Lan, gần biên giới Đức. Nó nằm khoảng 12 kilômét (7 mi) về phía đông nam của Gryfino và 26 km (16 mi) phía nam thủ đô khu vực Szczecin.
Ngôi làng có dân số 325 người.